# Cliff Arquette
Cliff Arquette (ur. 28 grudnia 1905 w Toledo; zm. 23 września 1974 w Burbank) – amerykański aktor telewizyjny, pianista, kompozytor, tekściarz i komik.

## Wyróżnienia
Posiada gwiazdę na Hollywoodzkiej Alei Gwiazd.